# Тюшино (Московская область)
Тюшино — деревня в Шатурском муниципальном районе Московской области. Входит в состав Дмитровского сельского поселения. Население — 13 чел. (2013).

## Расположение
Деревня Тюшино расположена в юго-западной части Шатурского района, расстояние до МКАД порядка 131 км. Высота над уровнем моря 134 м.

## Название
В письменных источниках деревня упоминается как Тюшинская, позднее Тюшино.
Название связано с некалендарным личным именем Тюша или фамилией Тюшин.

## История
Впервые упоминается в писцовой Владимирской книге В. Кропоткина 1637—1648 гг. как деревня Тюшинская волости Вышелесский Остров Владимирского уезда.
В результате губернской реформы 1708 года деревня оказалась в составе Московской губернии. После образования в 1719 году провинций деревня вошла во Владимирскую провинцию, а с 1727 года — во вновь восстановленный Владимирский уезд. С 1778 года в составе Рязанского наместничества (Егорьевский уезд), с 1796 года — Рязанская губерния, Рязанский уезда. С 1802 вплоть до 1929 года деревня была в составе Егорьевского уезда Рязанской губернии.
Деревня принадлежала Якову Климентьевичу Сонину, Василию Фёдоровичу Лихарёву и Александру Артемьевичу Колюбакину.
Последними владельцами деревни перед отменой крепостного права были грузинская царевна Анастасия Григорьевна (33 человека: 15 мужчин, 18 женщин) и майорша Анна Ивановна Титенкова (31 м., 31 ж., всего 62 человека).
В то же время большую часть жителей составляли государственные крестьяне (390 человек, 185 мужчин и 205 женщин).
После реформы 1861 года из крестьян деревни были образованы три сельских общества, из которых два вошли в состав Горской волости. и одно — в состав Парыкинской волости.
По данным 1885 года в деревне были рогожная фабрика, принадлежавшая купцу Ёлкину, школа (земское училище), водяная мельница, кузница и мелочная лавка. З последних заведения принадлежали общине бывших государственных крестьян, приписанных к Парыкинской волости. В этой общине было 78 дворов, в общине крестьян б.Титенковой - 14 дворов, а в общине б.Цар.Грузинской - 9 дворов.
После Октябрьской революции 1917 года был образован Тюшинский сельсовет в составе Середниковской волости Егорьевского уезда Рязанской губернии. В сельсовет входила только одна деревня Тюшино.
В 1925 году Тюшинский сельсовет был упразднён, а деревня Тюшино вошла в состав Шараповского сельсовета, но уже в 1926 году Тюшинский сельсовет был вновь восстановлен. В ходе реформы административно-территориального деления СССР в 1929 году Тюшинский сельсовет вошёл в состав Дмитровского района Орехово-Зуевского округа Московской области. В 1930 году округа были упразднены, а Дмитровский район переименован в Коробовский.
В 1936 году Тюшинский сельсовет был упразднён, а деревня Тюшино вошла в состав Шараповского сельсовета.

## Население
| 1858 | 1859 | 1868 | 1885 | 1905 | 1926 |
| ---- | ---- | ---- | ---- | ---- | ---- |
| 95   | ↗294 | ↗464 | ↘152 | ↗179 | ↗662 |
| 1970 | 1993 | 2002 | 2006 | 2010 | 2011 |
| ↘69  | ↘16  | ↘10  | ↘7   | ↗11  | ↘10  |
| 2013 |      |      |      |      |      |
| ↗13  |      |      |      |      |      |

## Галерея

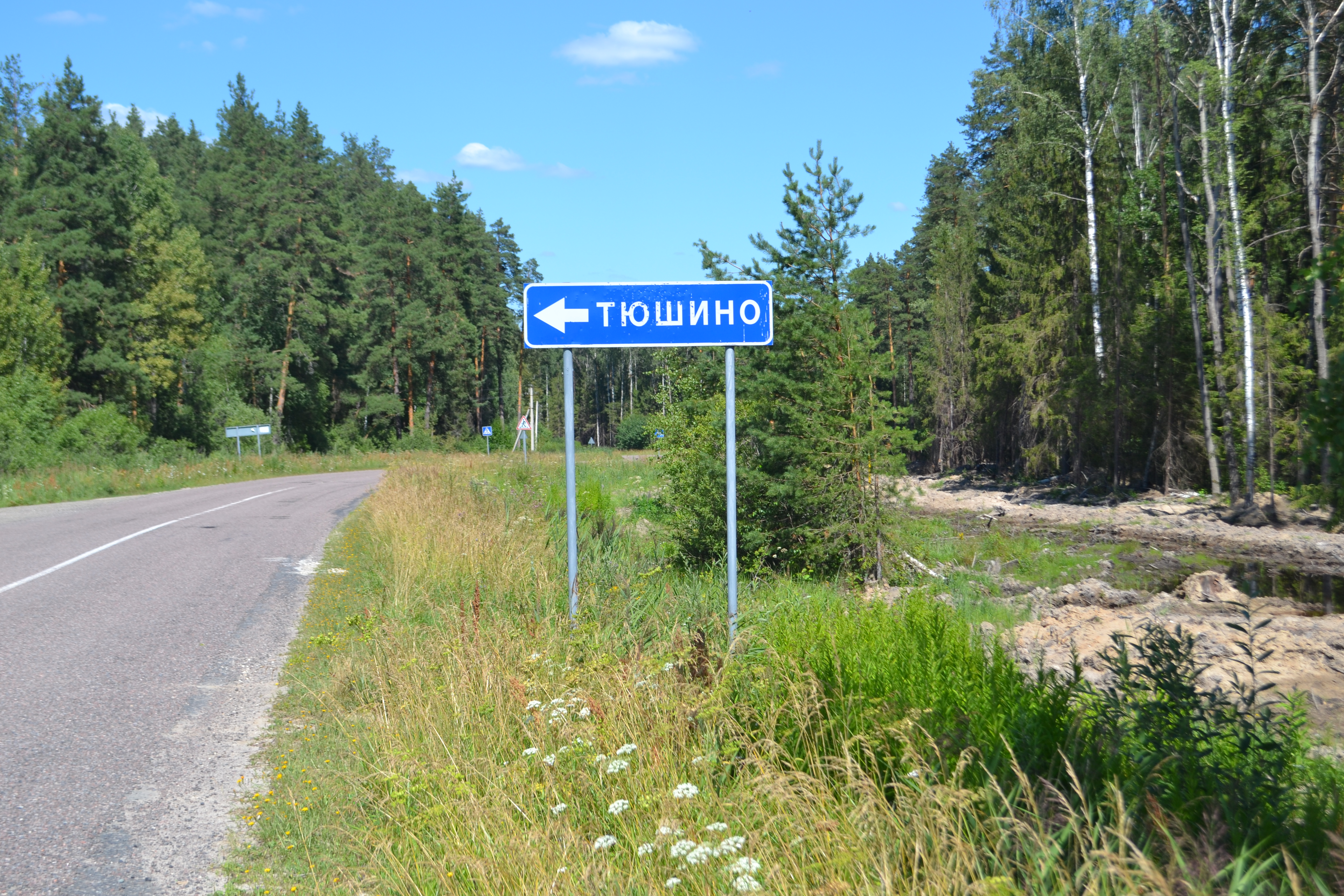
Дорожный указатель на деревню
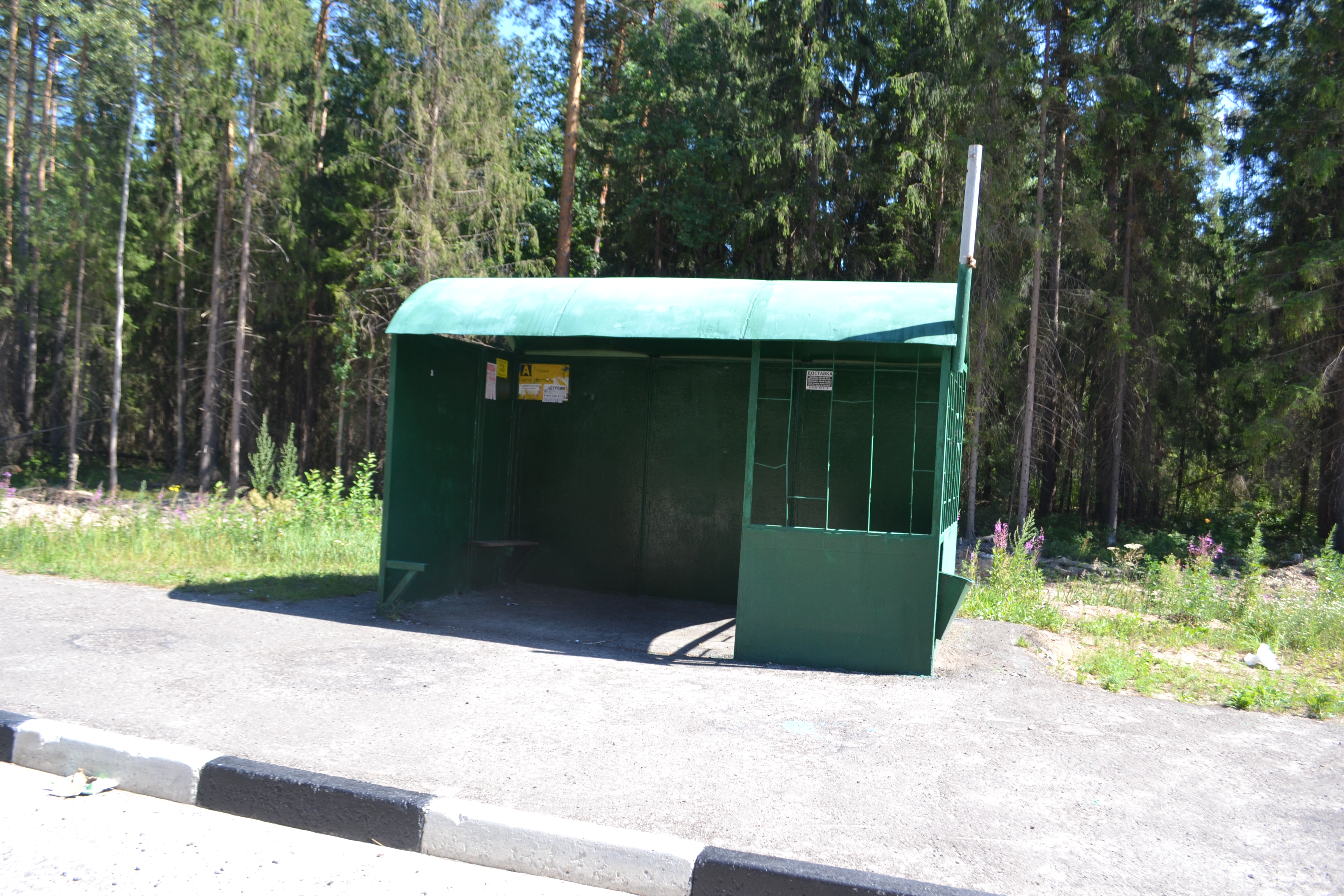
Остановка Тюшино
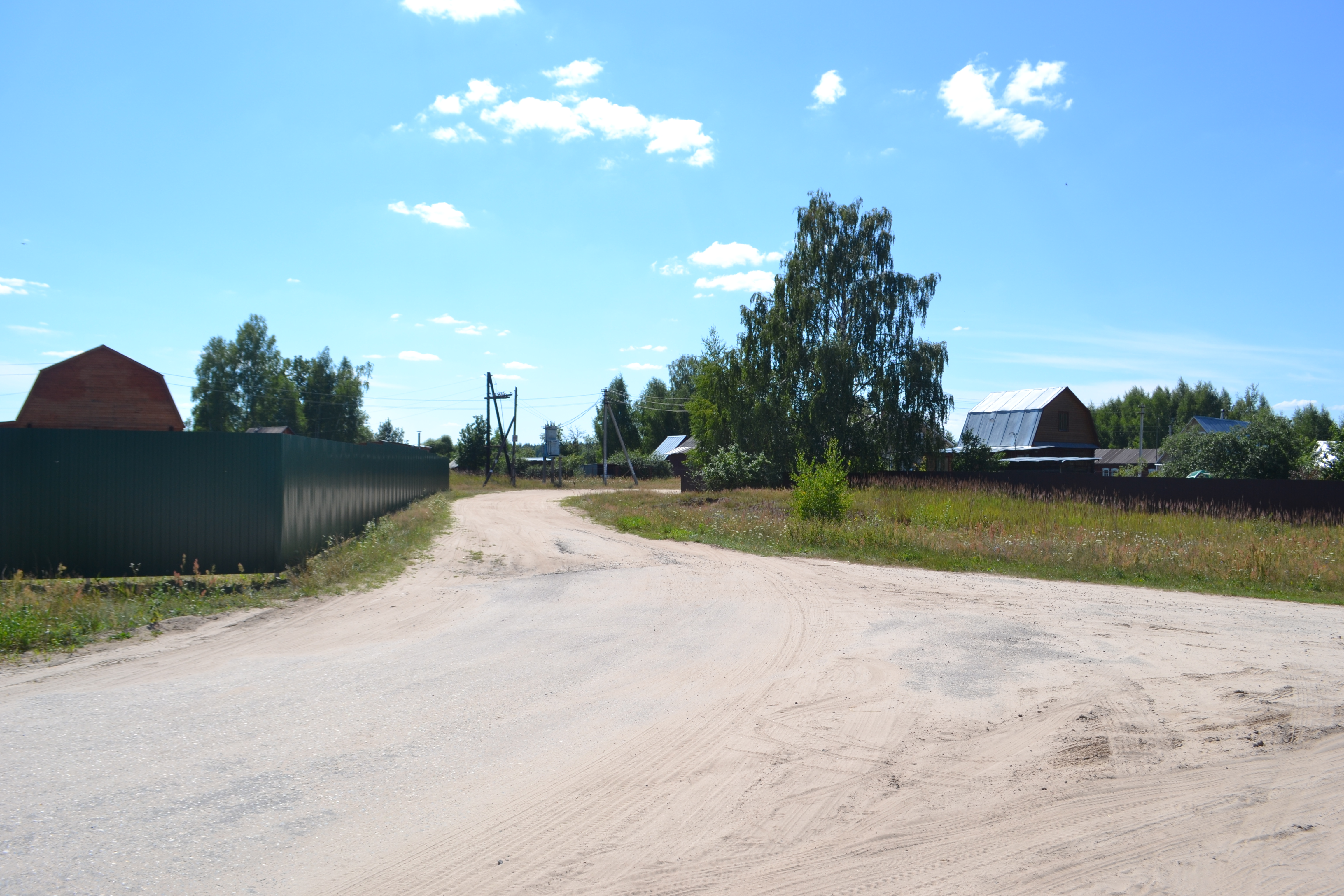
Тюшино
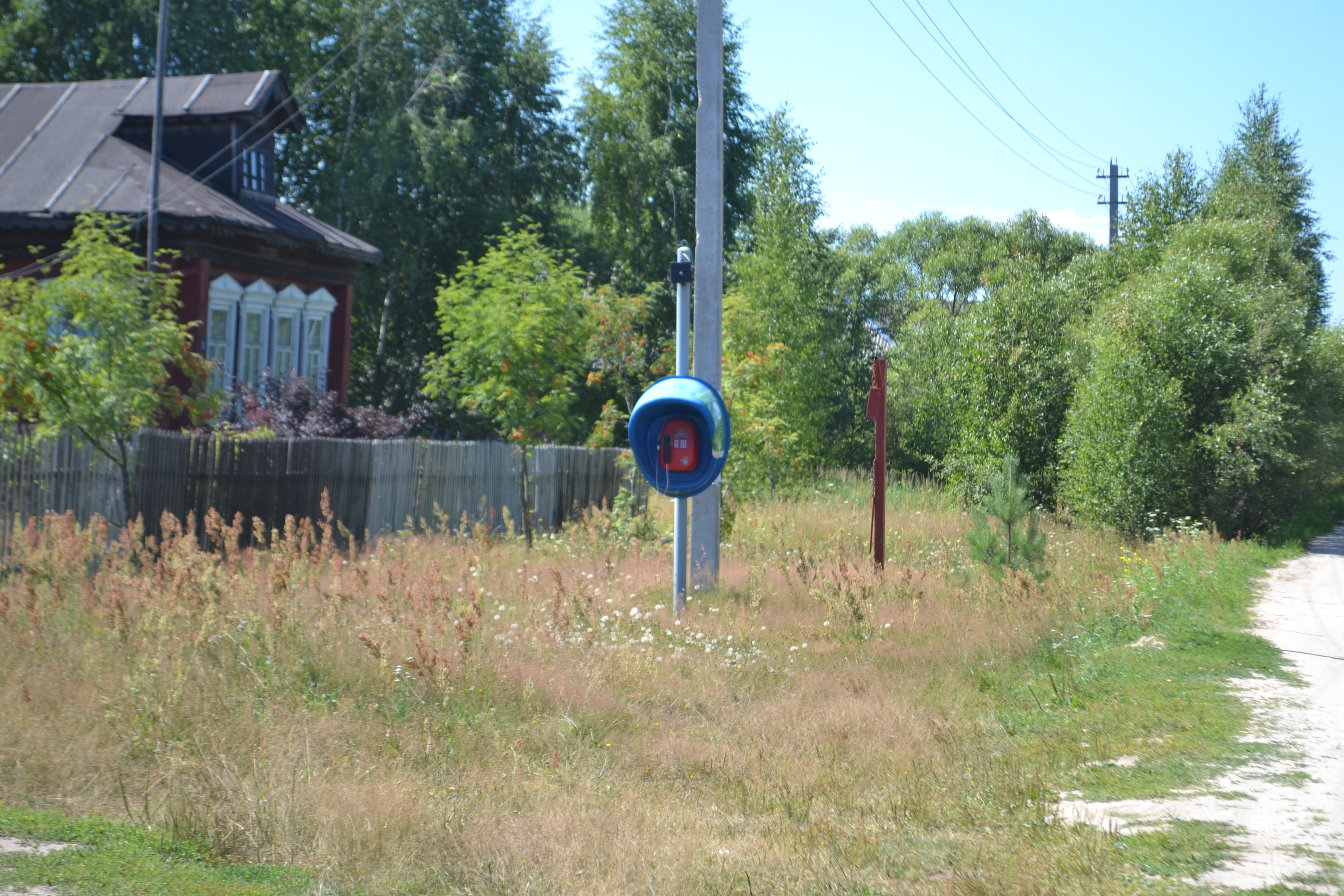
Таксофон в деревне
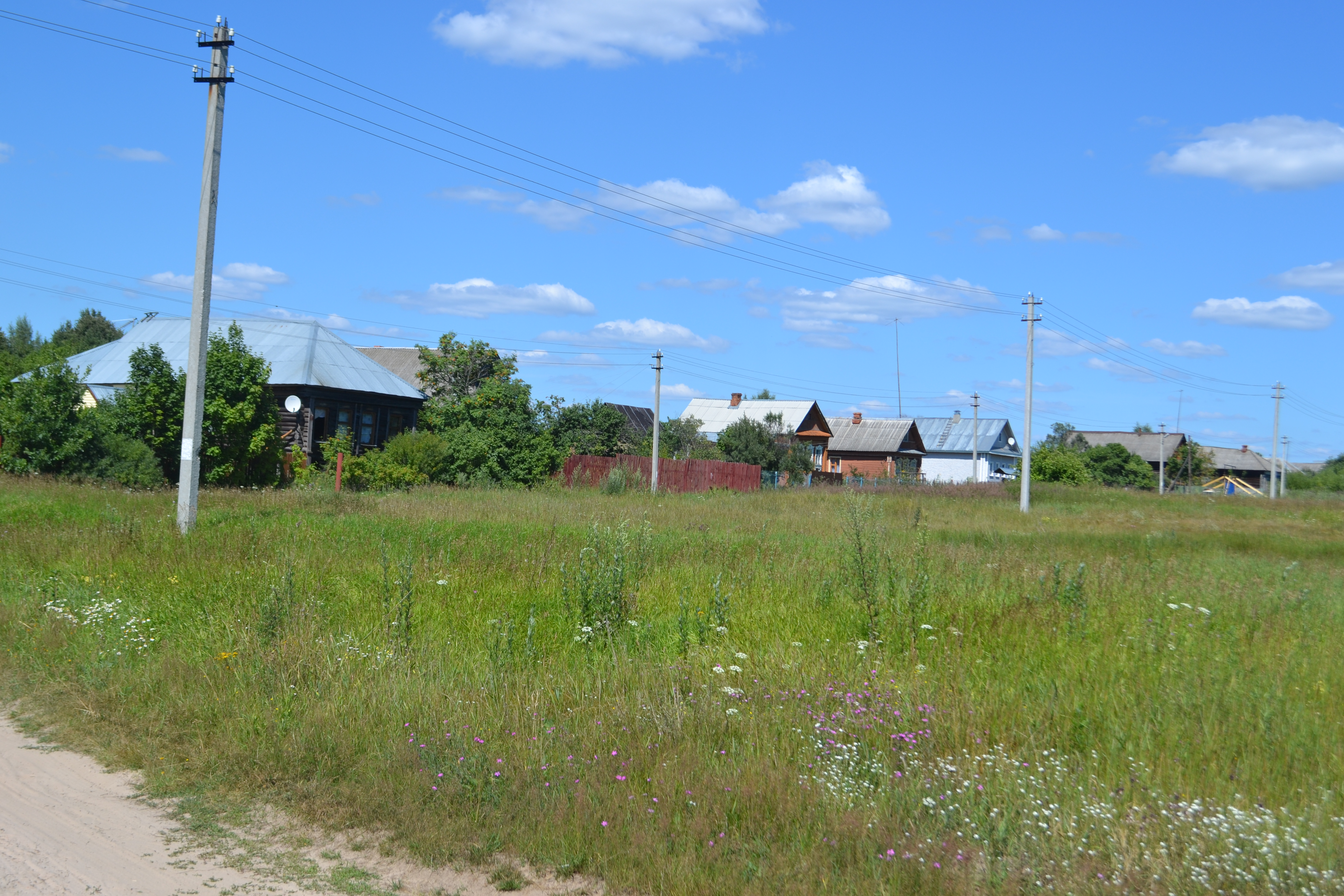
Тюшино